# Липаровые
Липаровые, или морские слизни (лат. Liparidae), — семейство морских лучепёрых рыб из отряда скорпенообразных. Распространены во всех океанах от Арктики до Антарктики. В состав семейства включают около 30 родов и 334 вида. Не представляют интереса для коммерческого рыболовства.

## Описание
Тело удлинённое, студенистое, лишено чешуи. В длинном спинном плавнике 28—82 мягких лучей, а в анальном плавнике 24—76 мягких лучей. Спинной и анальный плавники сливаются или почти сливаются с хвостовым плавником. Брюшные плавники видоизменены и образуют присоску округлой формы, которая отсутствует у представителей родов Paraliparis и Nectoliparis.
Самый крупный представитель семейства, Polypera simushirae, достигает длины 77 см и массы 11 кг, а длина тела самого мелкого, Paraliparis australis, — всего 5 см.

## Распространение

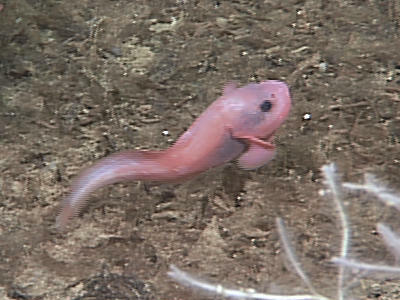
Молодь

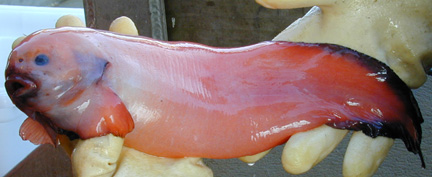
Предположительно, выловленный в восточной части Берингова моря

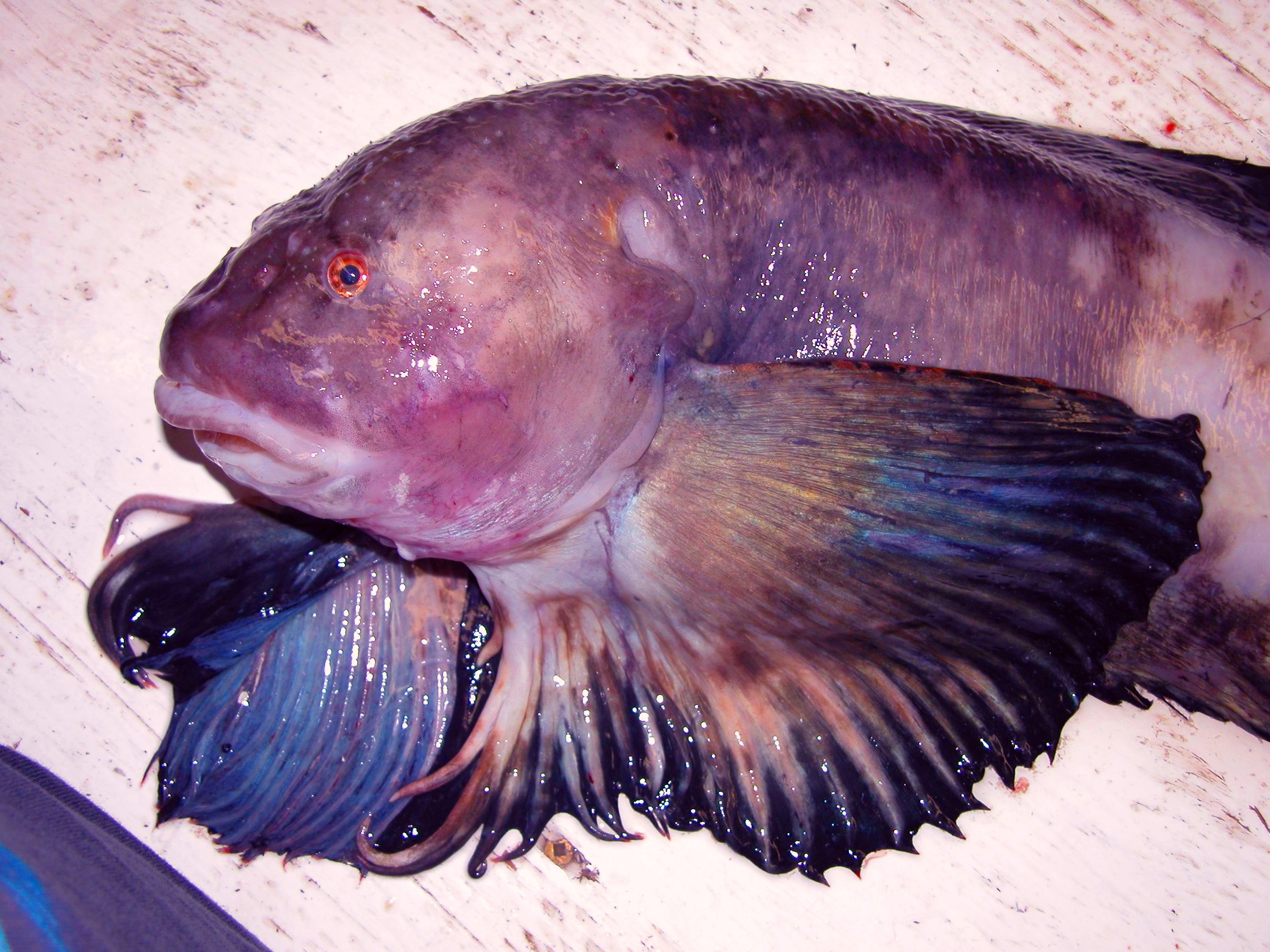

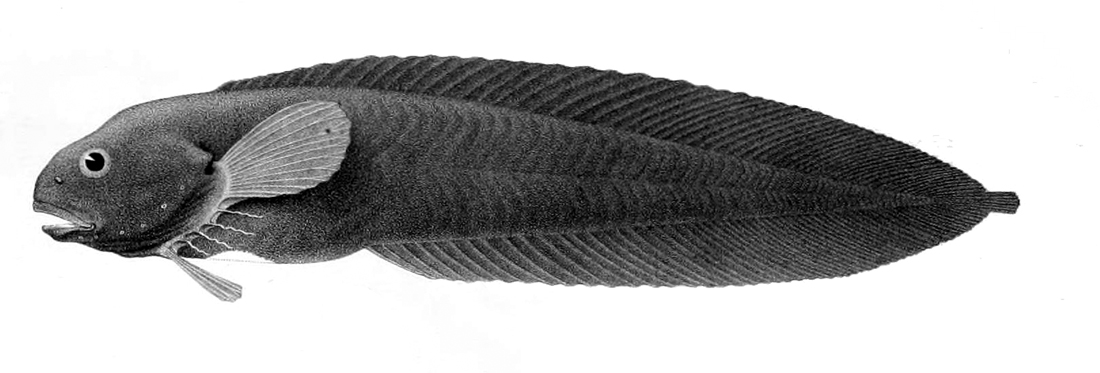

Представители данного семейства рыб широко распространены во всех океанах. Представители семейства — рекордсмены среди рыб по глубине, на которой их обнаруживали:
- в октябре 2008 года британско-японская команда исследователей обнаружила группу рыб вида Pseudoliparis amblystomopsis в Японском жёлобе на глубине 7,7 км (рекордной на тот момент)[4].
- в декабре 2014 года неизвестный ранее вид был обнаружен в образцах, поднятых из Марианского жёлоба, с глубины 8143 м (рекордной на тот момент)[5].
- в апреле 2023 года австралийские и японские ихтиологи объявили, что глубоководный научный аппарат заснял плывущего морского слизня неизвестного вида в жёлобе Идзу-Огасавара на глубине 8336 метров[6].

## Классификация
В семейство включают 32 рода и 407 видов:
- Acantholiparis
- Aetheliparis[8]
- Allocareproctus
- Careproctus
- Crystallias
- Crystallichthys
- Eknomoliparis
- Elassodiscus Gilbert & Burke, 1912
- Eutelichthys Tortonese, 1959
- Genioliparis Andriashev & Neyelov, 1976
- Gyrinichthys Gilbert, 1896
- Liparis Scopoli, 1777
- Lipariscus Gilbert, 1915
- Lopholiparis Orr, 2004
- Nectoliparis Gilbert & Burke, 1912
- Notoliparis Andriashev, 1975
- Osteodiscus Stein, 1978
- Palmoliparis Balushkin, 1996[9]
- Paraliparis Collett, 1879
- Polypera Burke, 1912
- Praematoliparis Andriashev, 2003
- Prognatholiparis Orr & Busby, 2001
- Psednos Barnard, 1927
- Pseudoliparis Andriashev, 1955
- Pseudonotoliparis Pitruk, 1991
- Rhinoliparis Gilbert, 1896
- Rhodichthys Collett, 1879
- Squaloliparis Pitruk & Fedorov, 1993
- Temnocora Burke, 1930
- Volodichthys[10]